# جون بايرون (توفي 1623)
     لشخصية أخرى تحمل اسم جون بايرون، طالع جون بايرون(توضيح).

السير جون بايرون (1562 - 1623) رجل نبيل وسياسي وفارس إنجليزي وعضو البرلمان. كان ابن السير جون بايرون (توفي 1600) ووالد جون بايرون، أول بارون بايرون وريتشارد بايرون، ثاني بارون بايرون.